# Kainuunkylä
Kainuunkylä – wieś w północnej Finlandii, w regionie Laponia, w gminie Ylitornio. 
Wieś położona jest nad Torne. Wyspy rzeki w okolicach Kainuunkylä są miejscem licznego gniazdowania ptaków. Mieszkańcy zajmują się głównie uprawą pól, hodowlą zwierząt i połowem ryb. 
W 2005 roku we wsi została zamknięta szkoła podstawowa, z powodu braku uczniów. Do 2010 roku funkcjonowały sklepy i bar, które obecnie są nieczynne.